# Mike Luxen
Mike Luxen (* 7. Mai 1994 in Eupen) ist ein belgischer Laiendarsteller, DJ und Produzent.

## Leben und Karriere
Luxen, der aus der deutschsprachigen Gemeinschaft Belgiens stammt, war zunächst als DJ tätig und war nebenbei mit Modelaufträgen betraut. Er gehörte vom 18. Dezember 2016 (Folge 1005) bis zum 26. Februar 2018 (Folge 1306) zum Hauptcast der Reality-Seifenoper Köln 50667 des Fernsehsenders RTL II, in der er die Rolle des gefühlvollen Rebellen Ben Grothe spielte. Bis 2018 war er bei Filmpool unter Vertrag, seitdem ist er wieder als DJ und Produzent tätig.
Im November 2017 postete er auf Instagram ein Foto von sich in einem T-Shirt mit einem sonnenbadenden Hitler. Dieses Foto sowie sein vorheriges Verhalten am Set waren Grund für seinen Rauswurf aus der Serie.

## Filmografie
- 2016–2018: Köln 50667 (Fernsehserie, 300 Folgen)